# Кућа Леоне Панајот
Кућа Леоне Панајот се налази у Француској улици бр. 31 у Београду, на територији градске општине Стари град.  Подигнута је 1908. године и представља непокретно културно добро као споменик културе.
Зграда је изграђена као спратна породична кућа према пројекту архитекте Ђуре Бајаловића. Састоји се од подрума, приземља, спрата и поткровља. Архитектонски је обликована у маниру сецесије. Као изразито дело овог стила, кућа је представљена на IV југословенској уметничкој изложби у Београду 1912. године. Његов брат Петар Бајаловић је пројектовао Српски павиљон за Међународну уметничку изложбу у Риму 1911. године.
Сецесијске одлике ове фасаде су вертикална подела плитким пиластрима, асиметрија, хоризонтални венци који нису одраз унутрашње поделе нивоа, плитки флорални рељефни украс, сегментно-лучни облици прозорских рамова, али и полихромија. Посебно се издваја четвртаста кула на угаоном делу објекта, са истакнутим еркером. Редак пример у сецесији Београда је скоро кружни облик поља које уоквирује средишњи балконски отвор на спрату. Декоративну обраду одликује богата флорална орнаментика, како на фасади у малтеру, тако и на вратима у дрвету, са зналачки изведеним и складно укомпонованим занатским детаљима. Изразито сецесијска је и капија ка дворишту од кованог гвожђа. Складним архитектонским решењем и богатом пластиком издваја се као репрезентативни пример градске стамбене куће почетка 20. века, са ретко доследно примењеним стилом сецесије у Београду.
Значај објекта проистиче и из чињенице да представља истакнуто ауторско дело познатог београдског архитекте и да је од посебног значаја за развој архитектуре Београда у првој деценији 20. века.
Како су новине писале, кућа је припадала "некој Францускињи" удатој за овдашњег научника, од којега се развела. До почетка 1930-тих, овде се налазило неко страно посланство, након чега је зграда остала без поседника због правног спора. Тако су се наредних година у њу усељавали појединци и породице, из ње је однето скоро све од вредности.
Кућа Леоне Панајот је утврђена за споменик културе 1997. године (Одлука, „Службени гласник РС” бр.51/97).